# Landbrug & Fødevarer
Landbrug & Fødevarer är en intresse- och företagarorganisation för företagare inom jordbruk, livsmedel och agroindustri i Danmark. 
Organisationen har sitt huvudkontor på Axelborg i Köpenhamn. Den har Søren Søndergaard som ordförande och Merete Juhl som vd. Totalt är omkring 22 000 företag medlemmar, med alltifrån bondgårdar till mejerier, slakterier, tillverkare av maskiner och utrustning för jordbruket etc. Organisationen grundades 3 juni 2009 genom att Landbrugsraadet, Danske Slagterier, Dansk Svineproduktion, Dansk Landbrug samt betydande delar av Mejeriforeningen gick samman.